# 対馬とんちゃん
対馬とんちゃん（つしまとんちゃん）は、長崎県対馬市発祥の豚肉料理。

## 概要
醤油、味噌などをベースにした甘辛の焼肉ダレに漬けこんだ豚肉を、キャベツやもやしなどの野菜と一緒に焼いた料理のことで、戦後間もなく北部対馬で在日韓国人により広められたのがルーツと言われている。地元の精肉店によって日本人の口に合うように工夫された。

## 対馬とんちゃん部隊
上対馬とんちゃんを活用した地域の活性化を目的として、上対馬在住の有志を中心に結成された。元帥、隊長、副隊長などのメンバーからなる。ロゴマークは「対馬とんちゃん部豚」の「豚」文字を×印で「隊」に訂正したものとなっている。
B-1グランプリや地元のイベントなどに参加している。また、地元の小学生が「対馬とんちゃんこぶたい」としてB-1グランプリ前の激励会などを行っている。
2010年 - 「対馬とんちゃん部隊」が結成され、各種ご当地グルメイベントへの出展を開始。
2010年 - 4月17日～4月18日に開かれた第2回九州ご当地グルメコンテストでは初出場、初優勝を果たした。
2012年 - 第7回「B-1グランプリ」で、全国63団体の参加の中、初出場にして、準優勝に当たる「シルバーグランプリ」を獲得した。翌年1月には、NHK総合のあさイチに生中継で出演した。
2015年 - 第10回「B-1グランプリ」で、全国62団体参加の中、再び「シルバーグランプリ」を獲得した。

## 商品化
- 2012年9月15日 - 日本ハムグループの日本ピュアフード株式会社『B-1グランプリ公認商品シリーズ』より「B-1グランプリ公認上対馬とんちゃん」が冷凍食品として、全国の量販店、食料品店にて発売。
- 2012年10月30日 - コンビニエンスストアローソンより「上対馬とんちゃん丼」として発売。
- 2012年10月30日 - コンビニエンスストアミニストップより「上対馬とんちゃん飯」として発売。
- 2013年11月1日 - 山崎製パンより「ランチパック上対馬とんちゃん風」が発売。
- 2015年8月17日 - 東洋水産より「ライスバーガー上対馬とんちゃん」が発売。

## 参照
- 九州ご当地グルメフェア in 阿蘇｜グルメ一覧